# Ely Franco Ribeiro
Ely Franco Ribeiro foi um político brasileiro do estado de Minas Gerais. Foi deputado estadual em Minas Gerais, pelo PR, durante o períodos de 1955 a 1959 (3ª legislatura). Atuou como deputado na suplência do legislativo mineiro na legislatura seguinte (1959-1963), também pelo PR.